# Voetbalkampioenschap van Keulen-Bonn 1905/06
In 1905/06 werd het vierde voetbalkampioenschap van Keulen-Bonn gespeeld, dat georganiseerd werd door de West-Duitse voetbalbond. 
Cölner FC 1899 werd kampioen en plaatste zich voor de West-Duitse eindronde. In een groepsfase met Duisburger SpV, FC Viktoria 05 Ratingen en SuS 1896 Schalke eindigden CFC en Duisburger op de eerste plaats. Opnieuw stonden de clubs tegenover elkaar in een testwedstrijd, maar deze keer trok CFC aan het langste eind en won met 3:2. Hierdoor plaatste de club zich ook voor de eindronde om de landstitel. Hier verloor de club na verlengingen van 1. FC Pforzheim. 

## 1. Klasse
| Plaats | Club                  | Wed. | W | G | V | Saldo | Ptn.  |
| ------ | --------------------- | ---- | - | - | - | ----- | ----- |
| 1.     | Cölner FC 1899        | 10   | 9 | 0 | 1 | 44:8  | 18:2  |
| 2.     | Bonner FV 01          | 10   | 8 | 0 | 2 | 26:15 | 16:4  |
| 3.     | Cölner BC 01          | 10   | 5 | 0 | 5 | 24:20 | 10:10 |
| 4.     | FC Alemannia Aachen   | 10   | 3 | 2 | 5 | 16:27 | 8:12  |
| 5.     | Dürener FC 1903       | 10   | 1 | 2 | 7 | 9:24  | 4:16  |
| 6.     | FC Borussia 1899 Cöln | 10   | 1 | 2 | 7 | 7:32  | 4:16  |

|  | Kampioen   |
|  | Degradatie |

## 2. Klasse

### Groep A
| Plaats | Club                   | Wed.           | W              | G              | V              | Saldo          | Ptn.           |
| ------ | ---------------------- | -------------- | -------------- | -------------- | -------------- | -------------- | -------------- |
| 1.     | FC Germania Düren 1899 | 4              | 1              | 3              | 0              | 10:03          | 05:03          |
| 2.     | FC Rhenania 1900 Cöln  | 4              | 1              | 2              | 1              | 04:04          | 04:04          |
| 3.     | FC Alemannia Aachen II | 4              | 1              | 1              | 2              | 07:14          | 03:05          |
| 4.     | Cölner FV 1902         | Teruggetrokken | Teruggetrokken | Teruggetrokken | Teruggetrokken | Teruggetrokken | Teruggetrokken |

|  | Geplaatst voor de finale |

### Groep B
| Plaats | Club                | Wed. | W | G | V | Saldo | Ptn.  |
| ------ | ------------------- | ---- | - | - | - | ----- | ----- |
| 1.     | Cölner BC 1901 II   | 6    |   |   |   | 14:06 | 09:03 |
| 2.     | Cölner FC 1899 II   | 6    |   |   |   | 29:18 | 06:06 |
| 3.     | FC Germania 01 Bonn | 6    |   |   |   | 15:24 | 05:07 |
| 4.     | FV Preußen Bonn     | 6    |   |   |   | 16:26 | 04:08 |

### Finale
Heen
|  |                        |       |                   |  |
|  | FC Germania Düren 1899 | 4 – 2 | Cölner BC 1901 II |  |
|  |                        |       |                   |  |

Terug
|  |                   |       |                        |  |
|  | Cölner BC 1901 II | 1 – 2 | FC Germania Düren 1899 |  |
|  |                   |       |                        |  |